# زائفة غاريقونية
زائفة غاريقونية (الاسم العلمي: Pseudomonas agarici) هي نوع من البكتيريا تتبع جنس الزائفة من فصيلة الزوائف.